# Mapaniopsis
Mapaniopsis es un género de plantas herbáceas de la familia de las ciperáceas con dos especies.
Está considerado un sinónimo del género Mapania.

## Especies seleccionadas
- Mapaniopsis effusa C.B.Clarke
- Mapaniopsis micrococca T.Koyama,